# Marcelo Rotti
Marcelo Gustavo Rotti Vanuchi (Paysandú, 12 de junio de 1963) es un exfutbolista uruguayo que jugaba en la posición de defensa. En 1987 ganó la Copa Libertadores 1987 con Peñarol.

## Trayectoria
Inició su carrera en 1984 en Peñarol y obtuvo los campeonatos uruguayos de 1985 y de 1986. En 1986, junto a Eliseo Rivero, tuvo un breve pasaje por Platense de Argentina donde solamente jugó tres partidos. 
Regresó a Peñarol al año siguiente y, con la dirección de Óscar Tabárez, obtuvo la Copa Libertadores 1987 contra América de Cali. También jugó la final de la Copa Intercontinental 1987, en la que Peñarol perdió ante Porto de Portugal.
En 1989 pasó al Tampico Madero de México, en 1990 al Barreirense de Portugal y en 1991 al también portugués Estrela da Amadora, donde se retiró al año siguiente.
Se dedica a trabajar con equipos juveniles de la ciudad de Paysandú.

## Clubes
| Club               | País      | Año       |
| ------------------ | --------- | --------- |
| Peñarol            | Uruguay   | 1984-1986 |
| Platense           | Argentina | 1986      |
| Peñarol            | Uruguay   | 1987-1989 |
| Tampico Madero     | México    | 1989-1990 |
| Barreirense        | Portugal  | 1990-1991 |
| Estrela da Amadora | Portugal  | 1991-1992 |

## Palmarés

#### Campeonatos internacionales
| Título                       | Club    | Sede     | Año  |
| ---------------------------- | ------- | -------- | ---- |
| Copa Libertadores de América | Peñarol | Santiago | 1987 |